# Czysty efekt dochodowy
Czysty efekt dochodowy – dostosowanie popytu na dane dobro wywołane zmianą realnego dochodu konsumenta.
Wpływ zmiany ceny danego dobra na popyt na to dobro można zobrazować za pomocą dwóch efektów: 1) substytucyjnego oraz 2) dochodowego. Ponieważ całościowy efekt zmiany konsumpcji zależy od wystąpienia obu tych efektów jednocześnie (kierunek wpływu tych efektów na poziom konsumpcji może być różny), dlatego w niektórych podręcznikach do ekonomii kierunek wpływu każdego z tych efektów na ostateczny popyt na dane dobro rozdziela się na: czysty efekt substytucyjny oraz czysty efekt dochodowy.

## Przykład
Zakładamy, że w danej gospodarce są produkowane wyłącznie dwa rodzaje dóbr: telewizory plazmowe oraz telewizory kineskopowe. Przeanalizujmy, jaki będzie wpływ czystego efektu substytucyjnego oraz czystego efektu dochodowego na popyt na telewizory w przypadku wzrostu ceny telewizorów plazmowych (telewizory w analizowanej gospodarce traktowane są jako dobra normalne):
- Czysty efekt substytucyjny: w wyniku podwyżki ceny telewizorów plazmowych staną się one relatywnie droższe od telewizorów kineskopowych. W konsekwencji 1) wzrośnie popyt na telewizory kineskopowe oraz 2) spadnie popyt na telewizory plazmowe.
- Czysty efekt dochodowy: jednocześnie, wraz ze wzrostem ceny telewizorów plazmowych spadnie realny dochód konsumenta (będzie on mógł kupić mniejszą liczbę różnych kombinacji telewizorów plazmowych i kineskopowych). Ponieważ telewizory traktujemy jako dobra normalne, dlatego w wyniku spadku realnego dochodu konsumenta spadnie popyt zarówno na telewizory plazmowe, jak i na telewizory kineskopowe.